# Міколайський район

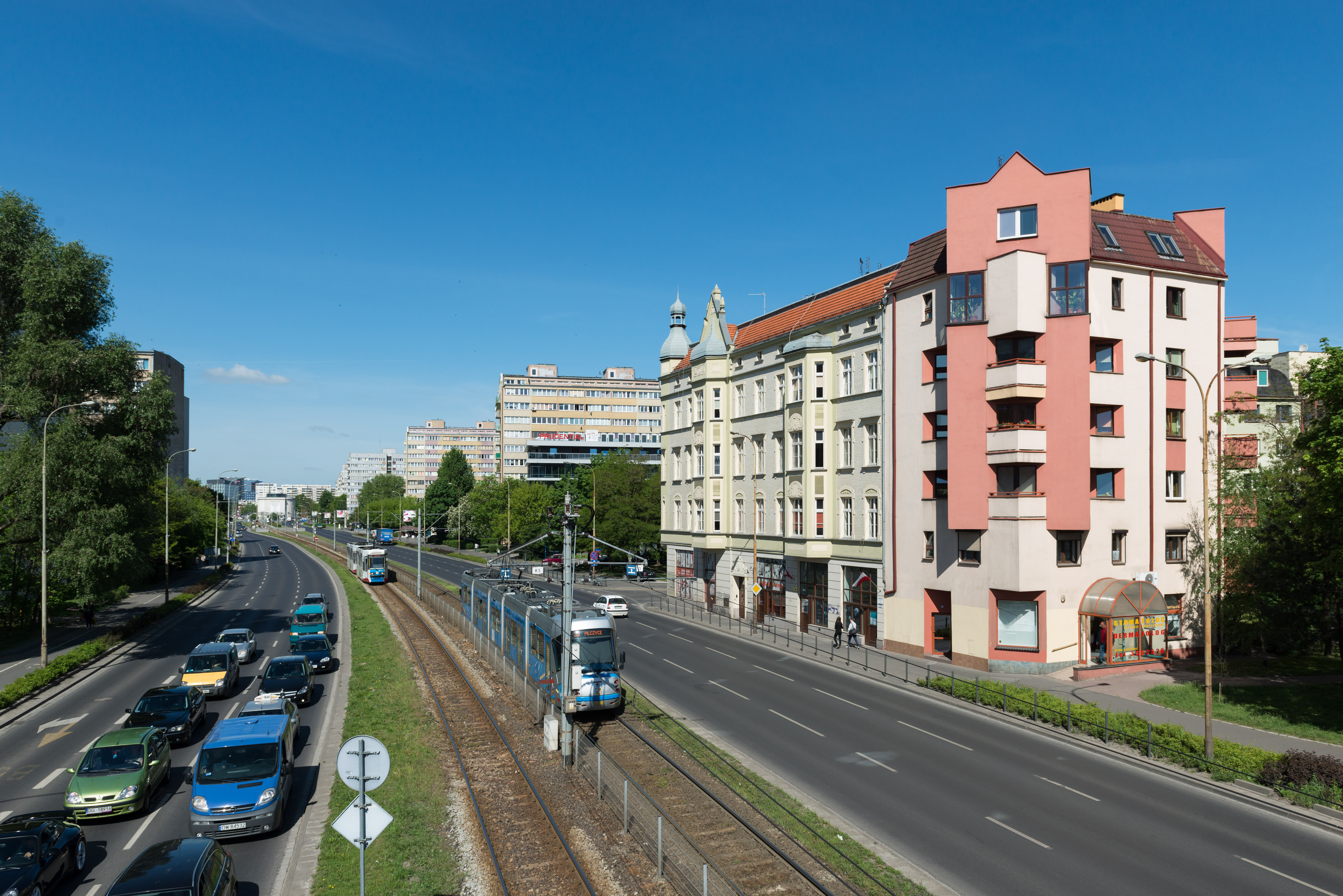
Міколайський район, вул. Легницька

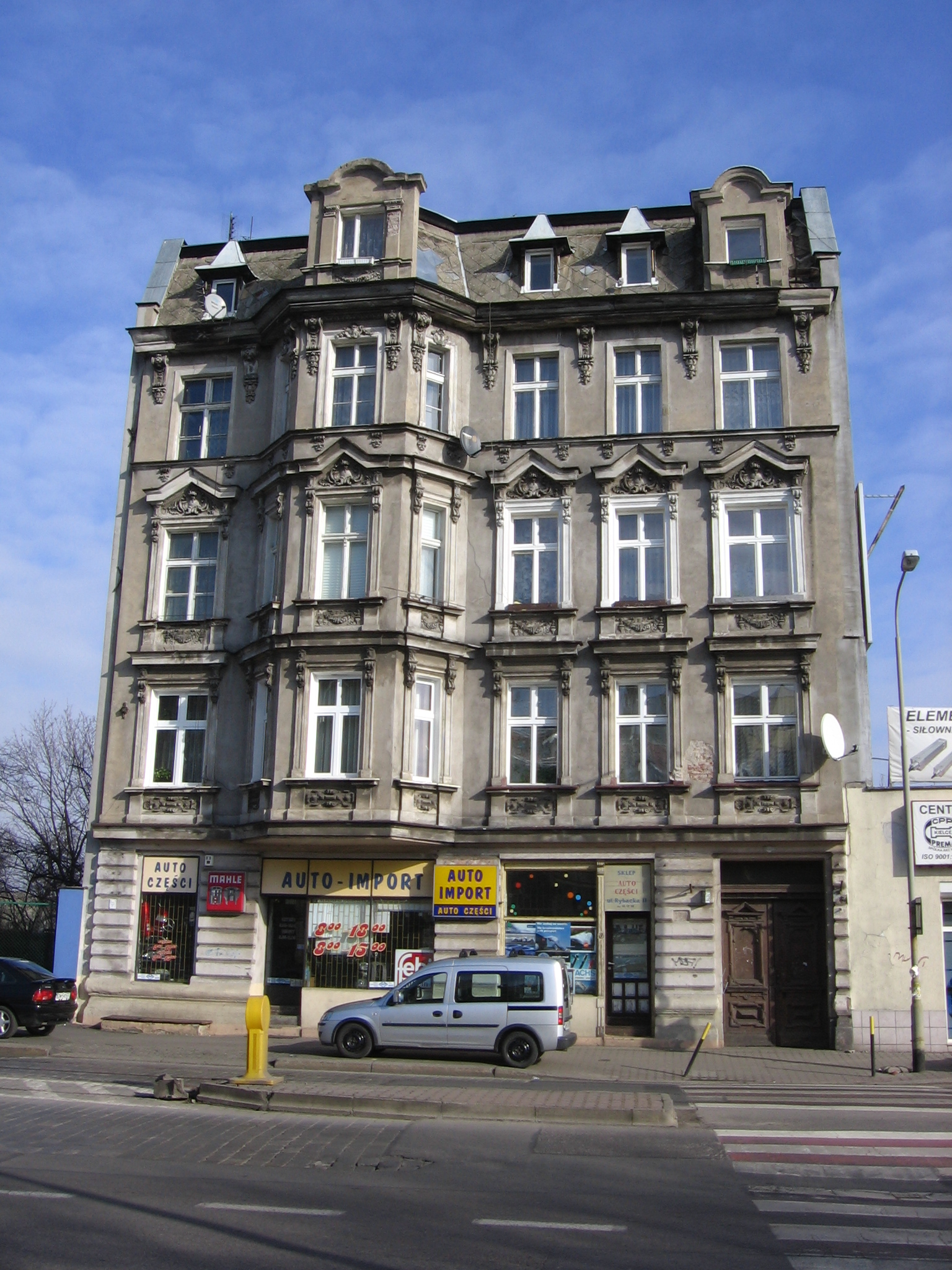
Міколайський район, кам'яниця на вул.Рибацькій 13

Міколайський район (нім. Nikolai Vorstadt) — історична назва частини Вроцлава, розташованої на захід від середньовічного центру міста, за лінією міського рову (перед Міколайською брамою ) до села Поповіце . Він охоплював території середньовічних сіл Щепін, Сокольники та Набицин, тобто околиці сьогоднішніх вулиць Щепинської, Сокольничої, Набицінської, Рибацької та Західної, початкову ділянку Легніцької, площі Яна Павла II та площі Солідарності (до 2000 р. пр. Червоний). Міколайський район в районі сьогоднішнього вокзалу Сьвебодзького перетворився на Свідницький район, що примикає до нього з півдня; північною природною межею Міколайського передмістя була лінія річки Одер.
Назва району (так як Міколайські ворота та вул. св. Миколая, що веде від площі Ринок до цієї брами) походить від церкви св. Миколая, вперше згадана (як каплиця) у 1175 р., розташована при сьогоднішньій площі св. Миколая (після повоєнних змін у місцевій забудові та комунікаційній системі має форму трикутника), що знаходиться на перехресті вулиць Рибацької та Західної. Церква, зруйнована під час монгольської навали в 1241 році, незабаром була відбудована і проіснувала до навали гуситів у 1428 році . Тоді вона була настільки пошкоджена, що церква, яку відбудували понад півстоліття потому, була практично повністю новою спорудою; вівтар цього храму освятив у 1486 році єпископ Ян Рот . Сама церква залишалася поза стінами міста та поза зоною, визначеною будівельним регламентом як безпосередній передній план оборони міста (відстань між церквою та ровом становила близько півкілометра), тому вона також піддавалася, майже такою ж мірою, як легкі дерев’яні забудови передмістя, на знищення загарбниками чи захисниками у разі наближення іноземних військ до Вроцлава. Хоча захоплення Сілезії Австріїєю через Пруссію в результаті першої з Сілезьких воєн відбулося в 1741 році без боїв у околицях Вроцлава, а костел і Міколайський район не були пошкоджені, наступні зіткнення в 1757 і 1760 роках завдали досить значної шкоди., також на південь від міста (на Свідницькому районі ) та на схід від нього. Однак цього разу церква св. Микола уникла руйнувань.
У другій половині 18 століття в Міколайському районі з'явилися нові кладовища, особливо після введення указу короля Пруссії в 1776 році, в якому він забороняв ховати померлих у стінах міста. Відтоді ховали жителів Вроцлава, напр. в районі церкви св. Миколая, а й в інших частинах цього району, напр., за сьогоднішньою вул. Добра (сполучає Легницьку з Браніборською, паралельно Набицінській) ховали почесних громадян міста, а на площі Стшегомського – жертв епідемії холери.
Прихід французів та їхніх союзників під час наполеонівської війни означав, що командування гарнізону, який захищав місто, вирішило - як це траплялося раніше перед обличчям загрози облоги - спалити та зруйнувати його райони, в тому числі Миколайське. Підпали почалися ще в листопаді 1806 року; кліщі облоги наполеонівської армії зімкнулися навколо міста 8 грудня, а перед Різдвом і навколо церкви св. Міколая. Незважаючи на випалений передній план, оборона міста тривала недовго, гарнізон здався через місяць після підходу французів до міських укріплень, 7 січня 1807 року . Французи наказали розібрати міські стіни, і відтоді місто швидко розрослося до передмість. У 1808 році Міколайський район – на заході до лінії сьогоднішніх вулиць Старограничної та Передмієйської – було включено до складу міста. Незабаром район Міколайський став набувати столичного характеру, вже у 1825 році його головну магістраль – вулицю Легницьку – вимостили бруківкою. Церква, на честь котрої отримало назву передмістя, кілька десятиліть стояла зруйнована, аж до 1872 року, коли на її місці почалося будівництво іншої, третьої церкви з такою ж назвою. Новий неоготичний зальний костел св. Миколая було завершено в 1883 р .; він проіснував до облоги Фестунга Бреслау в 1945 році, коли він був настільки сильно пошкоджений обстрілами, що його залишки були остаточно зруйновані в 1950-х роках.
Реконструкція Міколайського передмістя після руйнувань Другої світової війни почалася в більшому масштабі лише в 1960-1970 -х роках, але характер цього району значно змінився порівняно з забудовами першої половини 20 століття. На зміну репрезентативним кам'яницям прийшли багатоповерхові квартали зі збірних бетонних плит . Крім одноманітної житлової забудови, є також кілька громадських будівель, які можуть викликати інтерес своєю формою, напр. центр діагностичних медичних обстежень «Долмед» за адресою вул. Легницька 40, а також костел с Христа Царя на вул. Юні техніки 17.